# Corpus monodicum
Das Corpus monodicum (CM, lateinisch ≈ Überlieferungsbestand einstimmiger Gesänge) ist eine wissenschaftliche Edition der einstimmigen Musik des lateinischen Mittelalters, die als Druckausgabe und als digitale Onlineausgabe veröffentlicht wird.
Mit dem gleichen Namen wird das musikwissenschaftliche Langzeitforschungsprojekt der Akademie der Wissenschaften und der Literatur, Mainz, bezeichnet, in dessen Rahmen das Corpus monodicum am Zentrum für Philologie und Digitalität (ZPD) der Universität Würzburg unter Leitung des Musikhistorikers Andreas Haug und des Informatikers Frank Puppe herausgegeben wird. Die Laufzeit des Projektes, das über das Akademienprogramm gefördert wird,  beträgt 16 Jahre (2011 bis 2026). Das Editionskorpus umfasst annotierte Transkriptionen von rund 5000 mittelalterlichen Gesängen verschiedener Gattungen mit Texten in lateinischer Sprache aus über 200 handschriftlichen Quellen des 12. bis 16. Jahrhunderts. Die Druckausgabe des Corpus monodicum erscheint beim Schwabe Verlag in Basel.

## Software und Digitale Edition
Zu Projektbeginn ging das Corpus monodicum eine Kooperation mit Notengrafik Berlin ein, in der aufbauend auf MEI die Eingabesoftware mono:di entwickelt wurde, um Druckbände und digitale Ausgabe aus denselben Daten erstellen zu können.
Die Nachfolgesoftware MonodiPlus dient neben der digitalen Transkription der Texte und der Melodien auch als Präsentationssoftware für die Onlineausgabe. Sie wurde von der Würzburger Firma Olyro GmbH in Zusammenarbeit mit dem Lehrstuhl für Künstliche Intelligenz und Wissenssysteme der Universität Würzburg entwickelt.

## Publikationen
- Corpus monodicum. Die einstimmige Musik des lateinischen Mittelalters, Abteilung II, Band 1:'Tropen zu den Antiphonen der Messe aus Quellen französischer Herkunft. Hrsg. von Elaine Stratton Hild, Schwabe Verlag, Basel 2017, ISBN 978-3-7965-3563-5.
- Corpus monodicum. Die einstimmige Musik des lateinischen Mittelalters, Abteilung II, Band 2: Tropen zu den Antiphonen der Messe aus Quellen deutscher Herkunft. Hrsg. von Andreas Haug, Isabel Kraft und Hanna Zühlke. Schwabe Verlag, Basel 2019, ISBN 978-3-7965-3564-2.